# Fitchburg (Wisconsin)
Pour les articles homonymes, voir Fitchburg.
Fitchburg est une ville du comté de Dane dans l'état du Wisconsin.

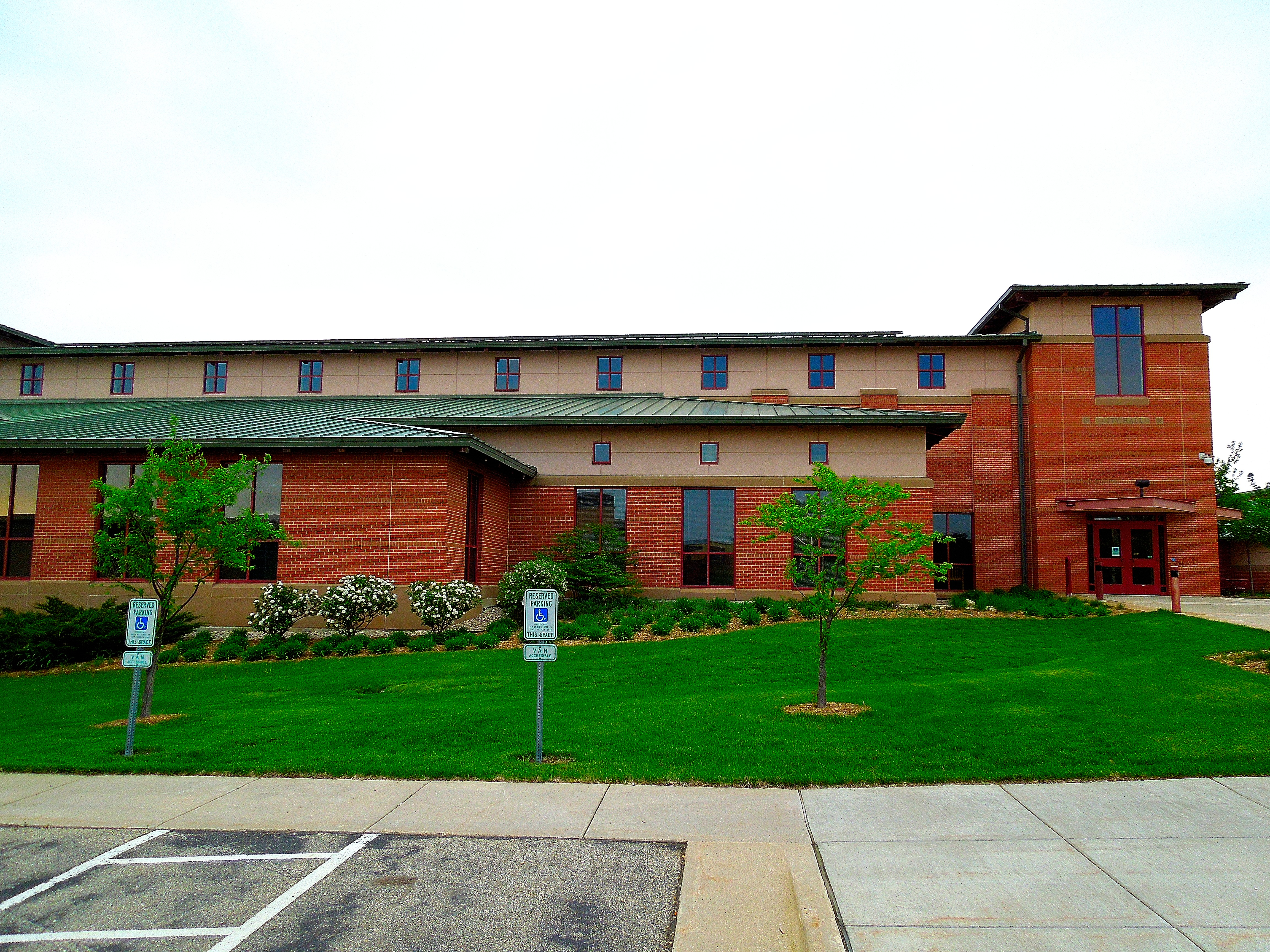
Hôtel de ville de Fitchburg

Sa population était de 25 260 habitants en 2010.